# Capo Sunio

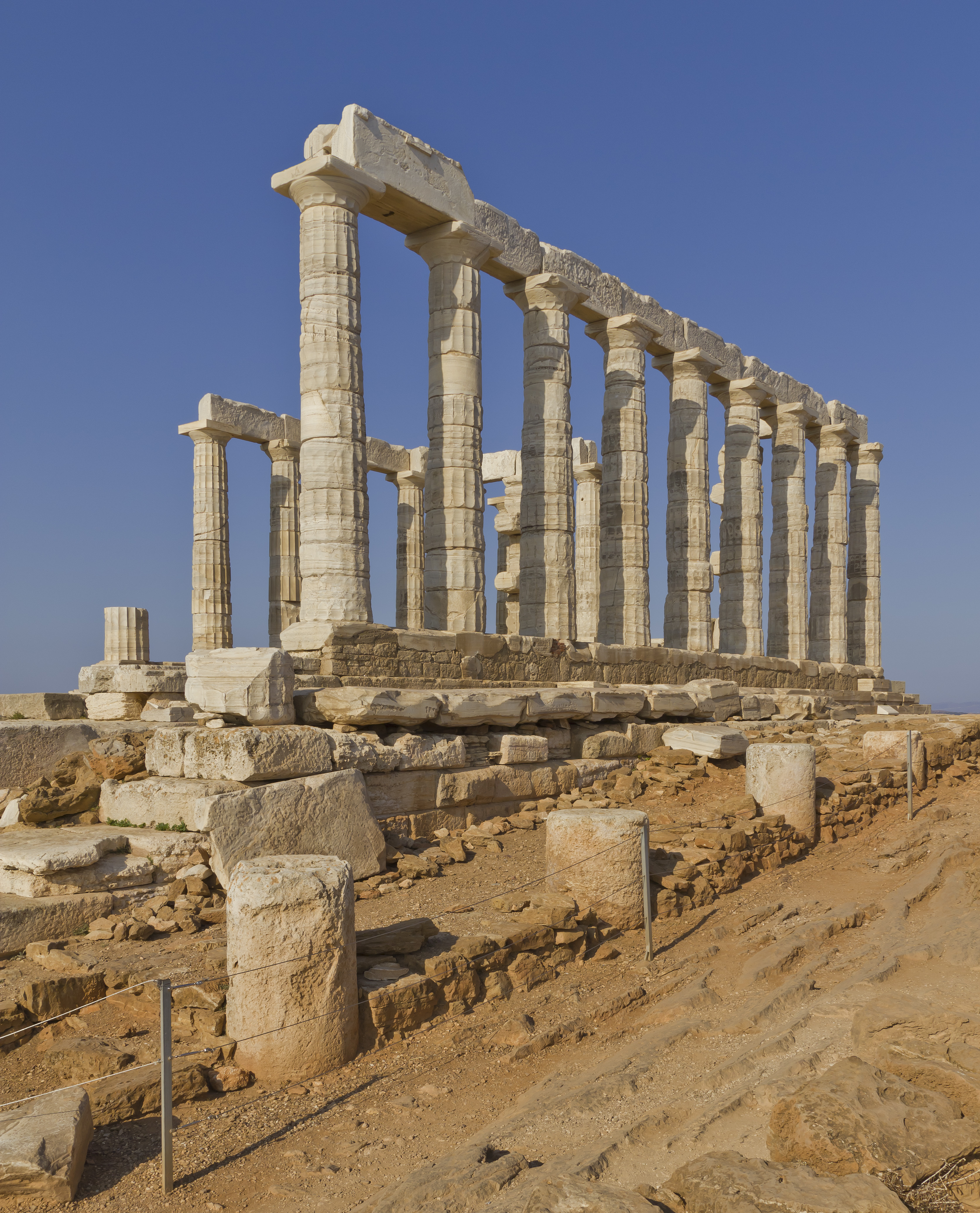
I resti del tempio di Poseidone a capo Sunio.

Capo Sunio (in greco antico: Ἄκρον Σούνιον?, Ákron Soúnion e in greco  Aκρωτήριο Σούνιο ?, Akrotírio Soúnio, in latino Sunium promontorium; chiamato sotto la Repubblica di Venezia "Capo Colonne") è un promontorio situato sulla punta meridionale dell'Attica in Grecia, a circa 69 km da Atene.
Su di esso si trovano, in posizione suggestiva, i resti di un tempio greco dedicato a Poseidone, e di un secondo tempio dedicato ad Atena, di cui sono però conservate solo le fondamenta.
Secondo il mito sarebbe il luogo dal quale Egeo, re di Atene, si sarebbe gettato nel mare al quale venne dato il suo nome (mar Egeo). Il primo riferimento letterario è nell'Odissea di Omero: doppiando il capo, muore il nocchiero della nave di Menelao, e sulla spiaggia sottostante vengono tenuti i suoi funerali..
Il sito era frequentato sin dalla fine dell'VIII secolo a.C., come provano i rinvenimenti archeologici, ed Erodoto ci informa che nel VI secolo a.C. vi si teneva una processione, nella quale i capi ateniesi si recavano al promontorio via mare su una barca sacra.
Il tempio arcaico fu probabilmente distrutto durante l'invasione di Serse dell'Attica del 480 a.C. Dopo la sconfitta persiana nella battaglia di Salamina una intera trireme nemica venne portata nel santuario dedicato a Poseidone. Il tempio venne ricostruito in marmo probabilmente intorno al 440 a.C. Durante la guerra del Peloponneso, nel 413 a.C., il sito venne fortificato.
Il tempio era un periptero dorico esastilo (con sei colonne sulla facciata); del colonnato restano tuttora in piedi 15 colonne delle 42 originarie. La posizione panoramica a picco sul mare lo rese ben noto ai viaggiatori e fu visitato anche da lord Byron, che vi lasciò incisa la propria firma sulla base di una delle colonne e che menzionò il Sounion nel suo poema Don Juan.
Gli scavi archeologici nel sito furono iniziati nel 1906 e portarono al rinvenimento di una statua di kouros (il Kouros del Sunio) e di un rilievo votivo oggi conservati nel Museo archeologico nazionale di Atene.

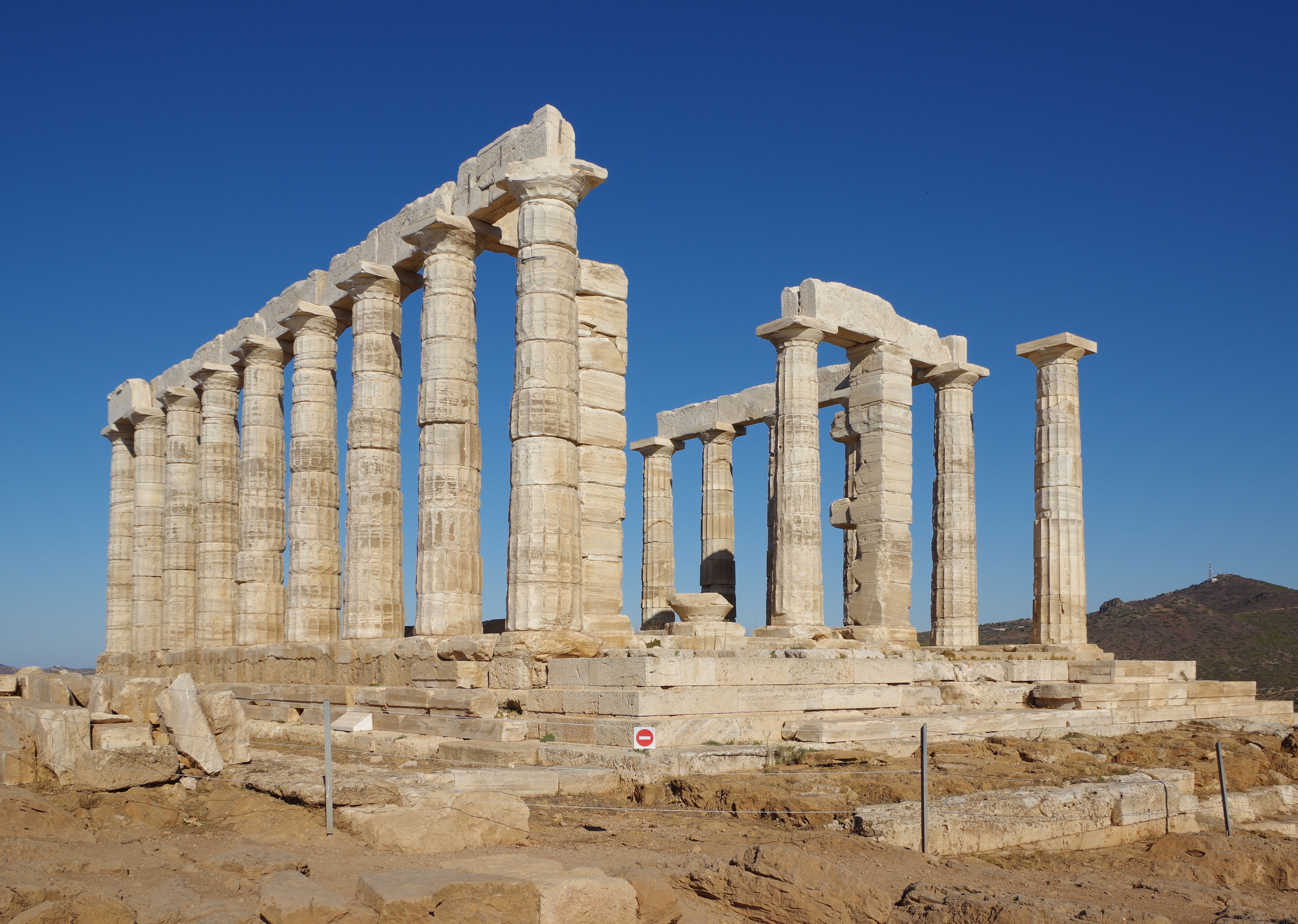
Il tempio di Poseidone.
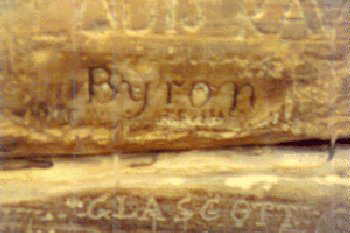
Graffito di lord Byron su una colonna.
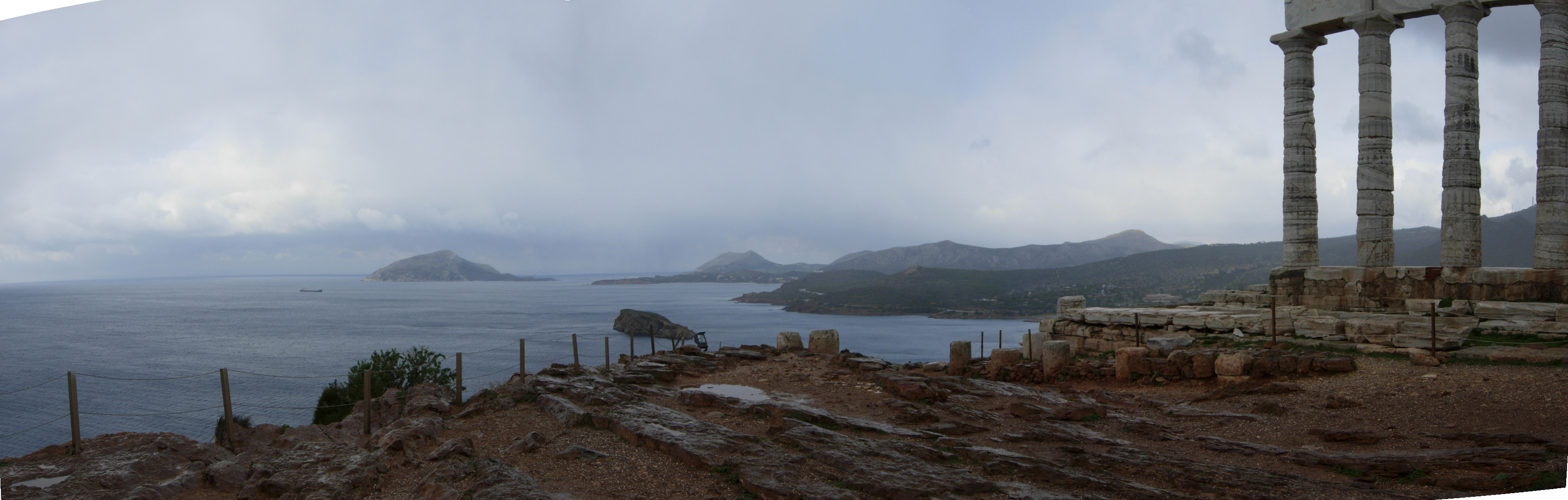
Panorama della costa greca dal promontorio.